# August von Cieszkowski
August von Cieszkowski, (Nowa Sucha, 12 de setembre de 1814 − Wierzenica, 12 de març de 1894) és un filòsof, economista i activista polític polonès del segle xix. Se'l considera un dels joves hegelians i és el creador de la «Filosofia de l'acció».

## Biografia
August von Cieszkowski estudià a la Universitat Jagellónica de Cracòvia i després, a partir de 1832 a la Universitat Humboldt de Berlín, on es va interessar pel hegelianisme a través de la seva lectura de Karl Ludwig Michelet amb qui va mantenir una gran amistat. Cieszkowski rebre el seu doctorat en filosofia a la Universitat de Heidelberg el 1838. Després d'això, va viatjar per Europa i va visitar França, Itàlia i Anglaterra. El 1840 va tornar a Polònia i es va instal·lar definitivament a Wierzenica, prop de Poznań el 1843.
Cieszkowski fou cofundador de la Lliga polonesa (Liga Polska) el 1848. Fou membre de l'Assemblea Nacional prussiana entre 1848 i 1855. Va tractar sense èxit d'establir una universitat a Poznan, i va ser cofundador el 1857 de la Societat dels Amics de les Arts i les Ciències d'aquesta ciutat. Va ser president en tres ocasions (1857-1858, 1861-1868, 1885). Aquesta societat era la més important a Polònia de les dedicades a les arts i les ciències, fins a la creació de la Akademia Umiejętności a Cracòvia. El 1870, va fundar l'Escola Halina d'Agricultura a Żabikowo. Halina era el nom de la seva esposa que havia mort el 1861. El 1873 va ser elegit membre de la Akademia Umiejętności de Cracòvia.
Va rebre el títol de doctor honoris causa de la Universitat Jagellónica de Cracòvia el 1887.

## Obra
El seu llibre Prolégomènes à l'historiosophie publicat a Berlín el 1838, que va ser rescatat de l'oblit el 1973 per Guy Debord i Edicions Champ Livre és una de les obres filosòfiques més importants del segle xix. Es pot considerar els Prolégomènes, arran de Debord, com un eix fonamental entre Hegel i el jove Marx. Aquest llibre va ser publicat un any abans dels escrits de Ludwig Feuerbach, i en molts aspectes és més important havent sigut el primer a formular una teoria de la praxi.
Quan els Prolegòmens va aparèixer el 1838, Hegel havia mort feia set anys, en plena glòria. El sistema que havia construït es va convertir en la filosofia oficial de Prúsia. La impressió general que prevalia a Alemanya com l'última paraula de la filosofia que s'havia dit, però com La Vida de Jesús de David Strauss (1835) s'havia consumat la divisió entre vells hegelians i joves. Però amb els seus Prolegòmens, Cieszkowski proposa l'aplicació de la filosofia dialèctica a la filosofia de la història i revelar així el futur. Segons ell la història forma un tot orgànic i el futur li pertany, igual que el passat i el present. Cieszkowski també afirma que si les dues primeres etapes de la humanitat es caracteritzen per ser i pensar, la síntesi de les dues està en l'acció o praxi. Posaria fi a la filosofia que podria seguir subsistint, però, posant-se al servei de la praxi. Aquesta és la raó per la qual Moses Hess, Aleksandr Hertsen i Mikhaïl Bakunin veien en Cieszkowski un dels fundadors del radicalisme hegelià.
La contribució filosòfica més important de Cieszkowski és sens dubte la seva influència, a través de Moses Hess, en el jove Karl Marx. De fet, Moses Hess, que va ser prop de Marx a partir de 1841, havia adoptat la teoria de Cieszkowki segons la qual el dualisme entre la consciència i l'acció es resoldria en la praxi revolucionària que donaria lloc a una nova societat. Diversos aspectes del pensament de Marx sobre l'alienació, la transició de la societat capitalista a una societat comunista i la naturalesa de la societat comunista, li deuen molt a Cieszkowski.
Els Prolegòmens a la historiosofía prefiguren algunes teories de l'avantguarda del segle xx, en particular els de la Internacional Situacionista.

### Filosofia
El treball de 1838 de Cieszkowski Prolegomena zur Historiosophie (Prolegòmens a una Historiosofía) va revisar la filosofia hegeliana de la història d'una manera original. Va adoptar una triple divisió de la història humana des dels mil·lenaristes medievals com Joaquim de Fiore i el va barrejar amb les categories i conceptes hegelians. És sens dubte el creador de la "filosofia de l'acció." El primer període de la història va ser el de l'antiguitat, en què l'esperit (Hegelià) no havia experimentat encara la divisió de la ment i el cos vivint en una unitat primitiva pre-reflexiva amb la natura, en que l'home principalment s'expressa a través de l'art. L'esperit era «en si» (an sich) en l'argot hegelià. El segon període va ser l'era cristiana, que va representar el naixement de la reflexió, i es va bolcar cap a dins i cap amunt des de la immediatesa sensual natural cap a l'universal i l'abstracte. L'esperit existia "per a si" (für sich). Aquest període va estar marcat per una dualitat insuportable entre els mons oposats de l'existència de Déu i temporal, esperit i matèria, acció i pensament. La filosofia hegeliana de l'esperit, el pensament i la universalitat, a costa de la voluntat, la matèria i l'existència particular representa l'apoteosi i la suprema manifestació d'aquest període de la història. El tercer període de la història és l'era "post-hegeliana" en què els dualismes de l'última han estat superats i reemplaçats. L'èmfasi unilateral en el pensament de l'era cristiana se superat i assimilat. L'èmfasi unilateral sobre el pensament en l'era cristiana se superat i l'esperit assimila la natura en si mateixa també. Així, la filosofia hauria arribat al final com a l'activitat de síntesi i auto-actualització de l'esperit i ara hauria pres la forma de l'activitat pràctica creativa. Aquesta etapa final del desenvolupament de l'esperit representa la síntesi final dels oposats - Déu i el món, la necessitat i la llibertat, el desig i el deure, el Cel i la Terra són tots com un de sol.
Les obres posteriors de Ciezskowski, Gott und Paligenesie (Déu i Palingenèsia) (1842) i Ojcze Nasz (Pare Nostre) (1848-1906, quatre volums), reformulen la seva tríada en una forma molt més explícita en termes religiosos. Les tres etapes s'expressen com les de Déu Pare, del Fill i de l'Esperit Sant. Es posa l'accent en el paper de l'Església catòlica i li atorga un important paper en tot el món transformant als eslaus (un tema comú en la filosofia messiànica actual a Polònia en aquest moment) en el procés a través del qual l'Esperit Sant sorgiria.
La creença de Ciezskowski en un Déu personal, s'ha argumentat, el desqualifica per ser una esquerrà hegelià, que es distingeixen dels seguidors més ortodoxos de Hegel per la seva actitud en general, ja que són crítics amb la religió i el cristianisme. Ell certament no va ser comptat per l'esquerra com un dels seus, tot i que la idea de la unitat de la filosofia de l'acció va ser presa abans per alguns dels seus membres. D'altra banda, va fer incorporar un complex sistema de les reformes socials en la seva filosofia i va ser fortament influenciat per la tradició socialista francesa, que era sovint obertament religiosa, i per això no compartia la característica de conservadorisme polític dels hegelians de dreta.

### Obres
- Prolegomena zur Historiosophie. Berlin, 1838. (alemany) Prolegómenos a la Historiosofía Ediciones Universidad. Salamanca. 1ª edición. Mayo, 2002. ISBN 84-7800-812-8. (castellà)
- Gott und Palingenesie. Berlin. 1842. (alemany)
- Ojcze-nasz. Poznan. 1870. (polonès)